# Caldillo de perro
El caldillo de perro se trata de una sopa marinera típica del municipio español de Puerto de Santa María (Cádiz). Este caldo a base de pescadilla, ajo y cebolla, tiene la particularidad de servirse rociado con zumo de naranja agria. Es una sopa que se sirve recién elaborada y caliente. 

## Origen
Según Carlos Spinola, en su libro Gastronomía y cocina gaditana (1991), «este plato se conoce de la Reconquista, cuando los cristianos traídos a Cádiz llamaban perros a los musulmanes», quienes no comían carne de cerdo y en vez de eso preparaban una sopa de pescado con naranja ácida, abundante en Andalucía.
La receta permaneció en secreto durante el siglo XIX y fue redescubierta por el periodista gaditano Mariano López Muñoz. Suele prepararse en barrios de pescadores.

## Características
Se suele emplear un pescado fresco, generalmente pescadilla, que, habitualmente, se corta en rodajas sazonadas en sal. Tradicionalmente suele cocinarse en cazuela de barro donde se calientan aceite y ajos, se pocha cebolla y se añade agua hirviendo. La idea es estofar los ingredientes hasta que la cebolla quede deshecha para que quede una sopa al final. El pescado en rodajas se introduce en la parte final, se mezcla con zumo de naranja agria. Al final de la cocción se añaden unas rebanadas de pan blanco.